# Fogón Belpaire

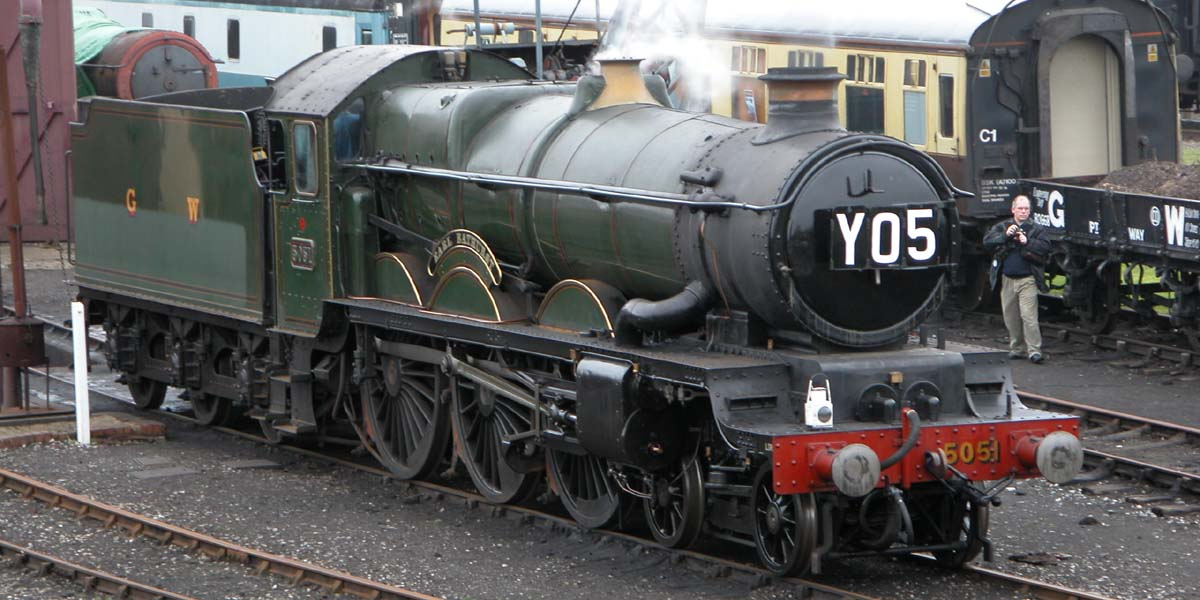
Locomotora británica GWR Clase Castle Earl Bathurst, con la forma cuadrada del fogón Belpaire delante de la cabina

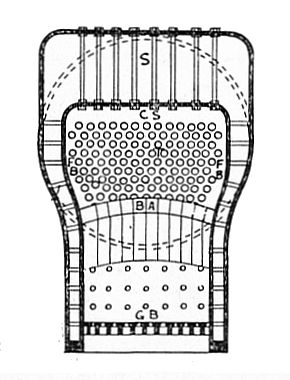
FOGÓN BELPAIRE: Diagrama de la sección transversal, que muestra el característico techo plano y el área aumentada para mejorar la evaporación y con un mayor volumen de agua contenida en la sección cuadrada sobre la caja. Los círculos discontinuos muestran el contorno del barril al que estaba unido el fogón

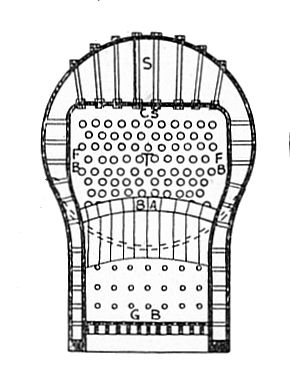
Diseño convencional, con la cubierta exterior circular. Obsérvense los soportes inclinados de la chapa exterior en la parte superior

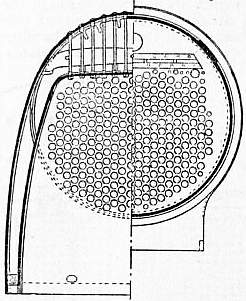
Interior de un fogón con la cubierta interior plana y la cubierta exterior circular de una locomotora tipo Pacífico

El fogón Belpaire es un tipo de cámara de combustión utilizada en locomotoras de vapor. Fue inventado por el ingeniero belga Alfred Belpaire en 1864, que con su diseño consiguió mejorar el rendimiento de las calderas circulares habituales hasta entonces.
El nombre se ha generalizado para hacer referencia a la forma de la cubierta exterior de la cámara de combustión, que es aproximadamente plana en la parte superior y de sección transversal cuadrada, lo que produce un reconocible abultamiento entre la cabina y la caldera en las locomotoras que utilizan este tipo de fogón.

## Características generales
El fogón Belpaire se reconoce exteriormente por las aristas longitudinales achaflanadas situadas en los lados superiores. Sin embargo, es la sección transversal interior cuadrada la que proporciona las principales ventajas de este diseño, es decir, permite disponer de una mayor superficie en la parte superior, donde la temperatura es mayor, mejorando la transferencia de calor y la producción de vapor, en comparación con una caldera de techo redondo. 
La parte superior plana de la cámara de combustión dificultaría colocar adecuadamente los refuerzos (en forma de soportes) necesarios para que el recinto exterior resista la presión del vapor si se compara con una cámara de combustión con la cubierta interior redonda. Sin embargo, utilizando una carcasa exterior de la caldera de forma cuadrada, con un contorno similar al del fogón, es posible diseñar un sistema algo más simple de refuerzos perpendiculares entre las dos cubiertas. En consecuencia, el exterior de la cámara de combustión Belpaire es más complicado y costoso de fabricar que el de una versión redonda, dado que su mayor perímetro requiere utilizar más cantidad de chapa, y que su forma menos adecuada para resistir la presión además obliga a que la chapa y los soportes sean más gruesos.
Debido al aumento de los gastos involucrados en la fabricación de esta caldera, solo dos de los principales ferrocarriles estadounidenses adoptaron la cámara de combustión Belpaire, el Ferrocarril de Pensilvania y el Gran Norte. En Gran Bretaña, la mayoría de las locomotoras emplearon el diseño después de la década de 1920, excepto notablemente las máquinas del FLNE.

## Descripción
En las calderas de vapor, el fogón está encerrado en una camisa de agua por cinco lados (frontal, posterior, izquierdo, derecho y superior) para garantizar la máxima transferencia de calor al agua. Los soportes se utilizan para que la superficie pueda resistir la alta presión entre la pared exterior y la pared interior de la cámara de combustión, y parcialmente para conducir el calor al interior de la caldera.
En muchos diseños, la parte superior de la caldera situada por encima de la cámara de combustión es cilíndrica, coincidente con el contorno del resto de la caldera, con la ventaja de que la forma circular soporta naturalmente la presión de la caldera con mayor facilidad. En el diseño de Belpaire, las láminas exteriores de la pared superior de la caldera son más o menos paralelas a las láminas planas superiores de la cámara de combustión, lo que le da una forma más cuadrada. La ventaja era una mayor área de superficie para la evaporación, y una menor susceptibilidad al cebado (formación de espuma), lo que implicaba que el agua entrara en los cilindros, en comparación con el espacio superior cada vez más estrecho de una caldera cilíndrica clásica. Esto permitió a G.J. Churchward, el ingeniero mecánico jefe del Great Western Railway, prescindir del domo para recoger vapor habitual en otras locomotoras. Churchward también mejoró el diseño de Belpaire, maximizando el flujo de agua para un tamaño de caldera dado, estrechando el fogón y el barril de la caldera en la zona alejada del área de mayor producción de vapor en la parte delantera de la cámara de combustión. 
La forma del fogón Belpaire también permitía una colocación más fácil de los soportes de la caldera, dispuestos en ángulo recto con respecto a las chapas planas de los recintos interior y exterior. 
A pesar de estas ventajas, otras calderas como las de las locomotoras Pacífico del FLNE, tenían fogones de cubierta interior plana y con cubierta exterior circular, obteniendo un rendimiento térmico tan bueno como el tipo Belpaire, y sin sufrir grandes problemas con los soportes situados entre las cubiertas. 

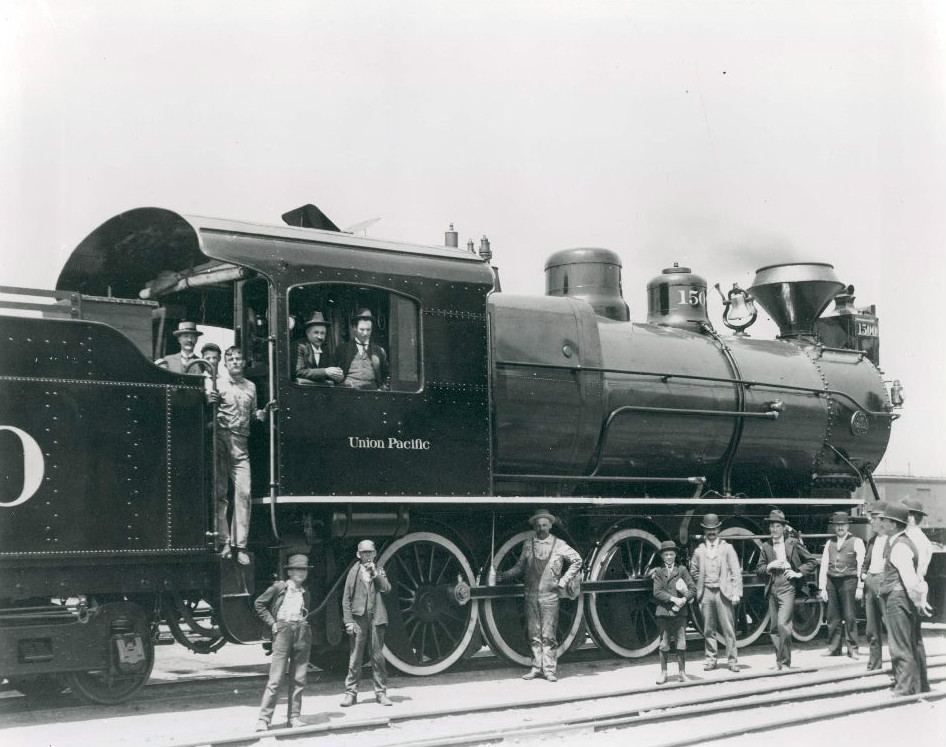
Locomotora de vapor #1500 del Union Pacific Railroad, que muestra la característica forma cuadrada de la cámara de combustión Belpaire

En los EE. UU., R.P.C. Sanderson introdujo el fogón Belpaire alrededor de 1882 u 83, cuando trabajaba para el Ferrocarril de Shenandoah Valley (esencialmente, una subsidiaria del Ferrocarril de Pensilvania, ya que compartían el mismo respaldo financiero de E. W. Clark & Co .). Sanderson era un ingeniero inglés (más tarde naturalizado como ciudadano estadounidense) que había obtenido su título en Cassel (Alemania) en 1875. 
Habiendo obtenido conocimiento de una forma especial de caldera de locomotora (la Belpaire), Sanderson le escribió a un viejo conocido de sus días universitarios que trabajaba en la fábrica de locomotoras Henschel en Cassel, quien envió a Sanderson un esquema de la última caldera Belpaire de Henschel. Cuando se le mostró el diseño, Charles Blackwell, superintendente de tracción del Ferrocarril de Shenandoah Valley, quedó muy satisfecho con el diseño y realizó un pedido de dos locomotoras de pasajeros a los constructores Baldwin y Grant, posteriormente numeradas 94 y 95, y cinco máquinas de carga, numerados, 56, 57, 58, 59 y 60. Este encargo marcó el comienzo del uso de la caldera de locomotora tipo Belpaire en los Estados Unidos. El ferrocarril de Pensilvania usó fogones Belpaire en casi todas sus locomotoras de vapor. La forma cuadrada distintiva del revestimiento de la caldera en el extremo de la cámara de combustión de sus locomotoras se convirtió prácticamente en una marca distintiva del Pensilvania, ya que solo el Gran Norte usaba fogones Belpaire en cantidades significativas en los Estados Unidos.

## Imágenes
|  |  |  |